# Vera Cruz Futebol Clube (Vitória de Santo Antão)
Vera Cruz Futebol Clube (conhecido apenas por Vera Cruz ou Verinha), é uma agremiação esportiva brasileira fundada a 3 de fevereiro de 1960. Com sede na cidade de Vitória de Santo Antão em Pernambuco. O Tricolor do Povo, tem como mascote o galo e suas cores são vermelho, preto e branco. O Vera Cruz possui 4 títulos da 2ª Divisão Pernambucana, sendo o único tetracampeão da segundona. As conquistas do Tricolor do Povo foram nos anos de 2006, 2009, 2014 e 2020, sendo o maior campeão da Série A2.
Por problemas de cunho político, desde 2017 não atua em sua cidade, além disso, o Estádio Carneirão, em Vitória de Santo Antão encontra-se abandonado e interditado. Nas temporadas 2017 e 2018, mandou seus jogos no Estádio Gonzagão, na cidade de Feira Nova, distante 36 km Vitória de Santo Antão. Atualmente o clube está mandando seus jogos na Arena de Pernambuco, na cidade de São Lourenço da Mata, à 53 km de Vitória de Santo Antão.

## História
Fundado em 3 de fevereiro de 1960, o clube inicialmente sempre disputou as ligas amadoras. O Vera Cruz teve como fundadores os saudosos Artur Cirino de Carvalho, Simeão Francisco de Lima, José Rodrigues da Silva, José Paulino de Medeiros, Manoel Maximiano da Silva, Milton Correia Teixeira e Antônio Luiz de Carvalho. No mesmo ano em que foi criado, o time participou da criação da Liga Vitoriense de Desportos, sempre estando presente aos campeonatos locais, jogos amistosos, torneios, mesmo após a extinção da Liga.
Em 1983, o Vera Cruz foi convidado pela Liga Vitoriense de Desportos para participar do Campeonato da Liga. Em 2001, quando voltou a participar do Campeonato da Liga foi novamente campeão. Em 30 de setembro de 2002, o Vera Cruz, ao sagrar-se campeão da Copa Intermunicipal de Clubes Campeões, profissionalizou-se para disputar a Segunda Divisão do Campeonato Pernambucano de Futebol.
Em 2006, venceu o Campeonato Pernambucano da Segunda Divisão, e no ano seguinte, estreou no Campeonato Pernambucano da 1ª Divisão, onde permaneceu até a edição de 2008, ano do seu primeiro rebaixamento na primeira divisão. Já no ano seguinte, na edição de 2009 da segunda divisão, volta a sagrar-se campeão e volta mais uma vez a elite do futebol de Pernambuco, onde permaneceu no ano seguinte e teve seu segundo rebaixamento, até a temporada de 2014, onde sagra-se campeão e volta outra vez a primeira divisão. Mas, infelizmente no ano seguinte, volta a ser rebaixado para a segunda divisão do campeonato pernambucano, totalizando três rebaixamentos em sua história. Porém, na temporada 2020 o Galo do Maués volta a levantar a taça da Série A2 e retorna a elite do futebol pernambucano. 
No seu retorno à Série A1, o Vera Cruz passou boa parte da fase inicial brigando contra o rebaixamento novamente, mas conseguiu escapar do quadrangular final do descenso e disputou as quartas de final, onde foi eliminado pelo Salgueiro. 

## O clube

### Bens e acomodações

#### Estádio
O Estádio Municipal Severino Cândido Carneiro, mais conhecido como Carneirão, que está localizado no bairro Lídia Queiroz, PE – 045, Vitória de Santo Antão em Pernambuco e possui capacidade para 10.911 espectadores é o estádio tradicionalmente utilizado pelo Vera Cruz e seu rival Vitória das Tabocas, porém, atualmente, ambos mandam seus jogos na Arena de Pernambuco, em São Lourenço da Mata que possui 44.300 cadeiras.

#### Centros de treinamento
Possui o seu complexo esportivo (Centro de Treinamento) numa área carente da cidade, no bairro do Maués, em Vitória de Santo Antão, com o objetivo também de realizar um trabalho social de atendimento às crianças da comunidade.
O complexo Antônio Luiz de Carvalho possui dois campos para treinamentos de atletas das categorias de base, além de piscina e sala de musculação.
Também participa de campeonatos de futebol feminino.

## Símbolos

### Mascote

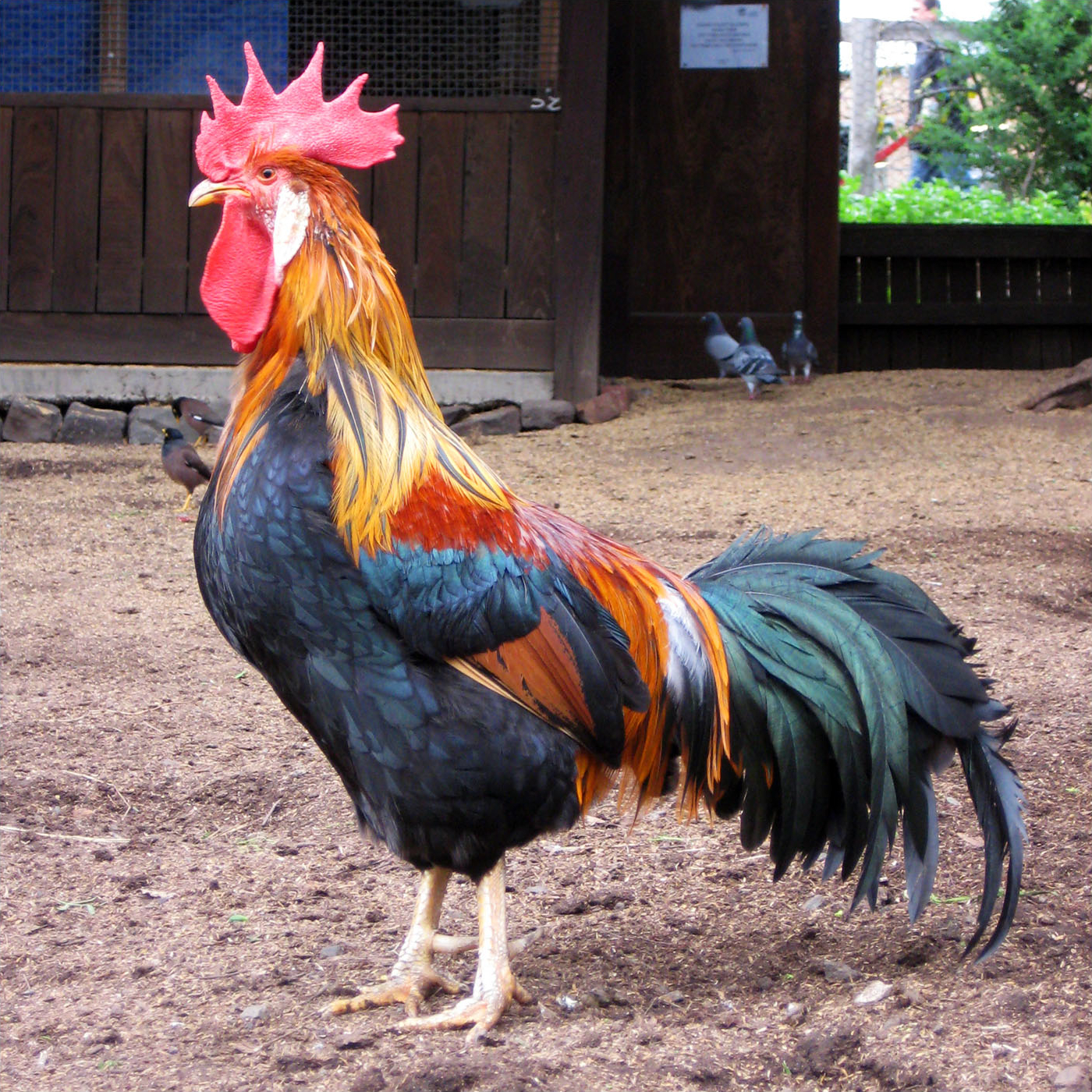
Galo - mascote adotado pelo Vera Cruz

Além de ser conhecido como Tricolor do Povo, o Vera Cruz tem como mascote a ave da família Gallus gallus domesticus, o Galo, macho da galinha e figura de imponência e territorialista. Por isso, o clube também é conhecido como Galo das Tabocas.

### Hino
Hino do Vera Cruz

Letra: Benedito Cachoeira (Bené)

Música: Benedito Cachoeira (Bené)

Vermelho é fogo, é luz ,

o preto no jogo, seduz,

o branco é paz e amor é o tricolor é o Vera Cruz (bis)

Vera cruz é paixão,

emoção do povo,

salve o novo campeão

Tricolor, amor e glória da Vitória de Santo Antão,

Vermelho, preto e branco invadem o Carneirão,

Levanta nos quatro cantos esse refrão

Vera Cruz é paixão, 

É amor é o tricolor da Vitória de Santo Antão

Vera Cruz é um show, 

show de bola, ginga, toca, rola, toca na rede é gol

É gol, é gol, é show de bola ginga, rola toca na rede é gol (bis)

## Principais títulos
| ESTADUAIS | ESTADUAIS                          | ESTADUAIS | ESTADUAIS               |
|           | Competição                         | Títulos   | Temporadas              |
| --------- | ---------------------------------- | --------- | ----------------------- |
|           | Campeonato Pernambucano - Série A2 | 4         | 2006, 2009, 2014 e 2020 |
|           | Campeonto Pernambucano - Série A3  | 1         | 2002                    |

Outras Conquistas
- Taça Valmecir Margon[nota 1]: 2007.[4]

## Estatísticas

### Campanhas de destaque
| Vera Cruz Futebol Clube            | Vera Cruz Futebol Clube     | Vera Cruz Futebol Clube | Vera Cruz Futebol Clube | Vera Cruz Futebol Clube |
| Torneio                            | Campeão                     | Vice-campeão            | Terceiro                | Quarto                  |
| ---------------------------------- | --------------------------- | ----------------------- | ----------------------- | ----------------------- |
| Campeonato Brasileiro – Série C    | 0 (não possui)              | 0 (não possui)          | 0 (não possui)          | 0 (não possui)          |
| Campeonato Pernambucano            | 0 (não possui)              | 0 (não possui)          | 0 (não possui)          | 0 (não possui)          |
| Campeonato Pernambucano - Série A2 | 4 (2006, 2009, 2014 e 2020) | 0 (não possui)          | 1 (2019)                | 0 (não possui)          |
| Campeonato Pernambucano - Série A3 | 1 (2002)                    | 0 (não possui)          | 0 (não possui)          | 0 (não possui)          |

### Participações
|  | Participações em 2025 |

| Competição | Competição              | Temporadas | Melhor campanha     | Estreia | Última | A | R |
| Pernambuco | Campeonato Pernambucano | 5          | 5º colocado (2007)  | 2007    | 2022   |   | 4 |
| Pernambuco | Série A2                | 15         | Campeão (4 vezes)   | 2006    | 2025   | 5 | – |
| Pernambuco | Série A3                | 1          | Campeão (2002)      | 2002    | 2002   | 1 | – |
| Brasil     | Série C                 | 1          | 58º colocado (2007) | 2007    | 2007   |   |   |

Por ano
 Campeonato Pernambucano - 1ª Divisão
| Ano  | Posição         |
| 2007 | 5º              |
| 2008 | 11º (Rebaixado) |
| 2009 | -               |
| 2010 | 10º (Rebaixado) |
| 2015 | 11º (Rebaixado) |
| 2021 | 6º              |
| 2022 | 9º (Rebaixado)  |

 Campeonato Pernambucano - 2ª Divisão
| Ano  | Posição             |
| 2006 | Campeão e Promovido |
| 2007 | -                   |
| 2008 | -                   |
| 2009 | Campeão e Promovido |
| 2010 | -                   |
| 2011 | 8º Colocado         |
| 2012 | Não disputou        |
| 2013 | 10º Colocado        |
| 2014 | Campeão e Promovido |
| 2015 | -                   |
| 2016 | 5º Colocado         |
| 2017 | 6º Colocado         |
| 2018 | 6º Colocado         |
| 2019 | 3º Colocado         |
| 2020 | Campeão e Promovido |
| 2021 | -                   |
| 2022 | 6º Colocado         |
| 2023 | 5º Colocado         |
| 2024 | 7º Colocado         |

 Campeonato Pernambucano - 3ª Divisão
| Ano  | Posição |
| 2002 | Campeão |

 Campeonato Brasileiro - Série C
| Ano  | Posição |
| 2007 | 58º     |